# شان کنهام
شان کنهام (انگلیسی: Sean Canham؛ زادهٔ ۲۶ سپتامبر ۱۹۸۴) بازیکن فوتبال اهل بریتانیا است.
از باشگاه‌هایی که در آن بازی کرده‌است می‌توان به باشگاه فوتبال هرفورد یونایتد، باشگاه فوتبال بث سیتی، باشگاه فوتبال اکستر سیتی، باشگاه فوتبال تیورتون تاون، باشگاه فوتبال کیدرمینستر هاریرس، باشگاه فوتبال نوتس کانتی، و باشگاه فوتبال هیز و یدینگ یونایتد اشاره کرد.